# Cheilanthes hassleri
Cheilanthes hassleri là một loài dương xỉ trong họ Pteridaceae. Loài này được Weath. Ponce mô tả khoa học đầu tiên năm 2007.